# Jerzy Wielkoszyński
Jerzy Wielkoszyński (ur. 18 stycznia 1930 w Łucku, zm. 9 czerwca 2010) – polski lekarz specjalizujący się w medycynie sportowej, fizjoterapeuta, trener.

## Życiorys
Po wojnie zamieszkał wraz z rodziną w Bytomiu. Jako zawodnik Ogniwa Bytom zdobył brązowy medal lekkoatletycznych mistrzostw Polski w sztafecie olimpijskiej (1950). Ukończył Akademię Medyczną w Zabrzu i poznańską Akademię Wychowania Fizycznego. Po studiach wrócił na Śląsk, gdzie początkowo trenował kadrę skoczków wzwyż, m.in. Edwarda Czernika. Pracę trenerską kontynuował do 1975. Następnie współpracował z siatkarskim Płomieniem Milowice, gdy ten sięgał w 1978 po klubowy Puchar Europy.
Później związany z futbolem. Sprawował opiekę medyczną nad piłkarzami Szombierek Bytom i kadrą narodową przed mundialem w Hiszpanii. Od 1982 współpracował z trenerem Orestem Lenczykiem w ramach jego pracy w klubach. W walce z kontuzjami pomagał m.in. Markowi Citce, Jakubowi Błaszczykowskiemu, Andrzejowi Niedzielanowi i Radosławowi Kałużnemu. Z racji swoich umiejętności i skutecznych metod stosowanych u piłkarzy był określany mianem „znachora” bądź „szamana”.
W ostatnich latach pracował ze sztabami trenerskimi kolejno GKS Bełchatów i Widzewa Łódź. Ostatnim klubem, któremu pomagał był Ruch Chorzów.
11 czerwca 2010 został pochowany na cmentarzu Mater Dolorosa w Bytomiu.